# 纳维利
纳维利（法語：Navilly，法語發音：[navili]）是法国索恩-卢瓦尔省的一个市镇，属于索恩河畔沙隆区。

## 地理
纳维利（46°56'10"N, 5°8'42"E）面积9.68 平方千米，位于法国勃艮第-弗朗什-孔泰大區索恩-卢瓦尔省，该省份为法国中部省份，北起顺时针与科多尔省、汝拉省、安省、罗讷省、卢瓦尔省、阿列省和涅夫勒省接壤。
与纳维利接壤的市镇（或旧市镇、城区）包括：沙雷特-瓦雷讷、弗龙特纳尔、蒙莱瑟尔、蓬图、克吕-维勒讷沃。

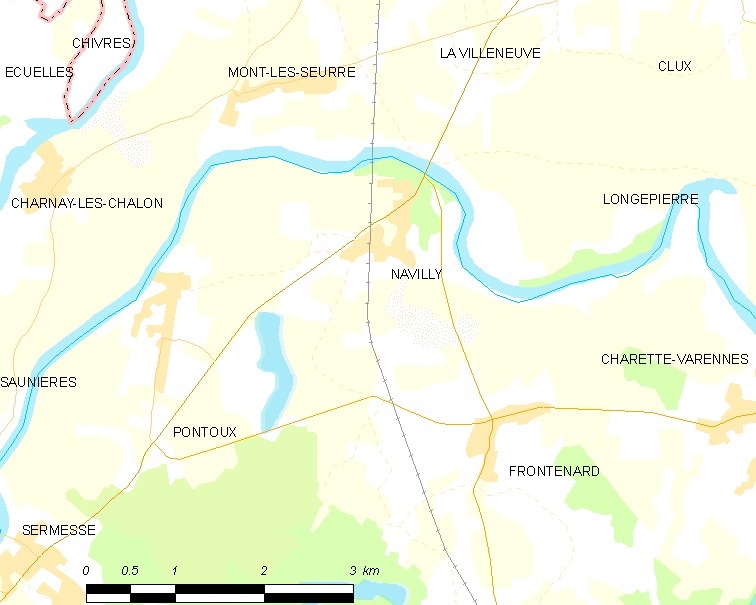
纳维利的OSM定位图

纳维利的时区为UTC+01:00、UTC+02:00（夏令时）。

## 行政
纳维利的邮政编码为71270，INSEE市镇编码为71329。

## 政治
纳维利所属的省级选区为热尔日县。

## 人口

1962-2008年间纳维利人口变化图示

纳维利于2022年1月1日时的人口数量为405人。